# Años 1130
Los años 1130 o década del 1130 empezó el 1 de enero de 1130 y terminó el 31 de diciembre de 1139.

## Acontecimientos
- 14 de febrero: en Roma, Inocencio II reemplaza a Honorio II como el 164.º papa.
- Rogelio II de Sicilia apoya a Anacleto II como papa en lugar de Inocencio II. Inocencio vuela a Francia y Anacleto corona a Rogelio como Rey.
- Magno el Ciego y Heraldo IV de Noruega se convierten en Reyes de Noruega al mismo tiempo. Comienzo de la era de la guerra civil en Noruega.
- Magno I de Gothenland es destronado y lo sucede como Rey de Suecia, Sverker el viejo.
- Pacto de Vadoluengo

## Nacimientos
- Eustacio IV, rey italiano (f. hacia 1153)
- Daoji, monje chino budista (f.  1209)
- Balduino III de Jerusalén, rey (f. 1162)
- Richard de Clare, 2.º. Conde de Pembroke (f. 1176)
- Zhu Xi, erudito chino de la escuela de Confucio.
- Henry de Spofforth

## Fallecimientos
- 13 de febrero: Honorio II, papa italiano.
- 26 de marzo: rey Sigurd I de Noruega (n. ca. 1090).
- 11 de noviembre: Teresa de León, princesa española.
- Brahmadeva, matemático indio (n. 1060).
- Maud, 2.ª Condesa de Huntingdon (n. 1074).
- Roberto II de Bellême, conde anglonormando (n. 1052).